# Francesc Torras i Villà
Francesc Torras i Villà (Granollers, 14 de maig de 1883 – Barcelona, 1979) fou un empresari i polític català, diputat a Corts i alcalde de Granollers.

## Biografia
Era fill de l'empresari tèxtil Joan Torras i Bergé (1852-1900), propietari de la fàbrica Can Torras i alcalde de Granollers (1887-1890) pel Partit Liberal Fusionista. A la mort del seu pare en 1889 deixà els estudis i es posà al capdavant de l'empresa familiar. Alhora, a les eleccions municipals de 1909 fou escollit tinent d'alcalde de Granollers en una llista alternativa del Partit Liberal. Fou reescollit com a regidor a les eleccions de 1912 i 1915, i de 1916 a 1917 fou nomenat alcalde. Durant el seu mandat va sanejar la hisenda municipal i va popularitzar l'eslògan "Tot per Granollers". Després continuà com a diputat de la Diputació de Barcelona en 1917-1921 i 1924-1930, mentre el seu germà Paulí Torras era alcalde en 1920-1922 i 1927-1930.
Durant aquests anys fou conegut pels seus enfrontaments amb la Lliga Regionalista i la Mancomunitat de Catalunya (a la que es va oposar des del començament), acusant-los d'haver abandonat Granollers. A les eleccions generals espanyoles de 1920 aconseguí ser elegit diputat pel districte de Granollers. Durant aquests anys fou l'artífex de l'annexió a Granollers del barri del Lledoner (1922) i la del municipi de Palou (1928), així com el nomenament de ciutat per a Granollers el 7 de març de 1922.
A les eleccions generals espanyoles de 1923 fou derrotat pel candidat de la Lliga, tot i que es presentava amb el suport dels republicans i radicals. Va impugnar el resultat i el Tribunal Suprem d'Espanya va dictaminar la celebració d'una nova elecció, que no es va dur a terme per la proclamació de la Dictadura de Primo de Rivera. Va col·laborar de molt bon grat amb la dictadura, de tal manera que el 1924 fou nomenat diputat provincial i aconseguí que el rei visités Granollers en 1926 i el 1929.
Amb la Segona República Espanyola va perdre bona part de la seva influència política. Fou candidat a l'alcaldia amb suport del Partit Republicà Radical, però fou derrotat. Quan esclatà la guerra civil espanyola va fugir de la ciutat i posteriorment va col·laborar plenament amb el règim franquista. El 24 de gener de 1974 li fou concedida la Medalla d'Or de la ciutat i pocs dies després s'inaugurà el Parc Torras i Villà.